# Bombylius insularis
Bombylius insularis är en tvåvingeart som först beskrevs av Jacques-Marie-Frangile Bigot 1857.  Bombylius insularis ingår i släktet Bombylius och familjen svävflugor.
Artens utbredningsområde är Kuba. Inga underarter finns listade i Catalogue of Life.